# Вјешала (острво)
Вјешала је мало ненасељено острво у хрватском делу Јадранског мора.
Острвце се налази у групи названој Гребени западно од рта Петка на полуострву Лапад, од којег је удаљено око 2,2 км. Површина острва износи 0,012 км². Дужина обалске линије је 0,66 км..